# Fromm Holding
Die Fromm Holding AG mit Sitz in Steinhausen im Kanton Zug ist ein international tätiger Schweizer Hersteller von Maschinen, Geräten und Systemen für die Transportgut-Sicherung. Hierzu zählen Umreifungsgeräte und -anlagen, Paletten-Stretchwickelmaschinen sowie Luftpolster- bzw. -Luftkissensysteme. 
Das 1947 in Zürich gegründete Familienunternehmen beschäftigt rund 800 Mitarbeiter und verfügt über mehr als 30 Zweigstellen in Europa, Nord- und Südamerika, Südafrika und Asien. 2007 erwirtschaftete die Fromm-Gruppe einen Umsatz von 155 Millionen Euro.
Zahlreiche Sportler werden von Fromm Packaging Systems gesponsert, darunter auch 3-facher ATP Grand Slam Gewinner Stan Wawrinka und der Zürcher Fussballverein Grasshoppers Zürich.